# Onomastus
Onomastus Simon, 1900 è un genere di ragni appartenente alla famiglia Salticidae.

## Distribuzione
Le 11 specie oggi note di questo genere sono diffuse in Asia orientale e sudorientale; in particolare 4 specie sono endemiche dello Sri Lanka e due dell'India.

## Tassonomia
A dicembre 2010, si compone di 11 specie:
- Onomastus complexipalpis Wanless, 1980 — Borneo
- Onomastus indra Benjamin, 2010 — India
- Onomastus kaharian Benjamin, 2010 — Thailandia, Borneo
- Onomastus kanoi Ono, 1995 — Okinawa (Giappone)
- Onomastus nigricaudus Simon, 1900[2] — Sri Lanka
- Onomastus nigrimaculatus Zhang & Li, 2005 — Cina
- Onomastus patellaris Simon, 1900 — India
- Onomastus pethiyagodai Benjamin, 2010 — Sri Lanka
- Onomastus quinquenotatus Simon, 1900 — Sri Lanka
- Onomastus rattotensis Benjamin, 2010 — Sri Lanka
- Onomastus simoni Zabka, 1985 — Vietnam